# Allacher Forst

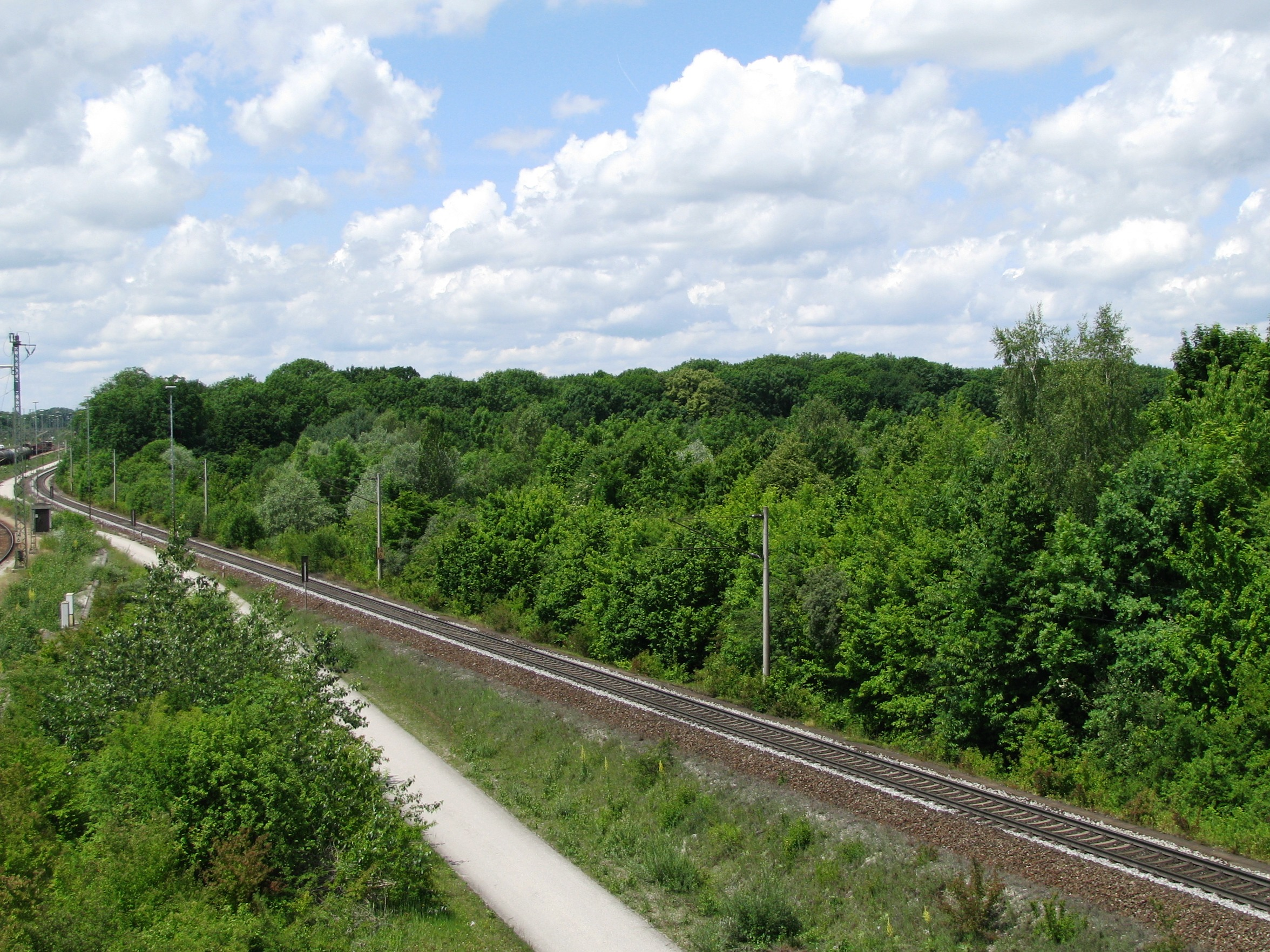
Allacher Forst

Der Allacher Forst ist ein Wald im Norden Münchens, im Stadtbezirk Allach-Untermenzing. Er ist Teil der fast 150 Hektar umfassenden Allacher Lohe.

## Lage
Der Allacher Forst befindet sich nördlich des München Nord Rangierbahnhofs zwischen den Münchner Stadtteilen Allach und Ludwigsfeld sowie Karlsfeld, einer Gemeinde des Landkreises Dachau.

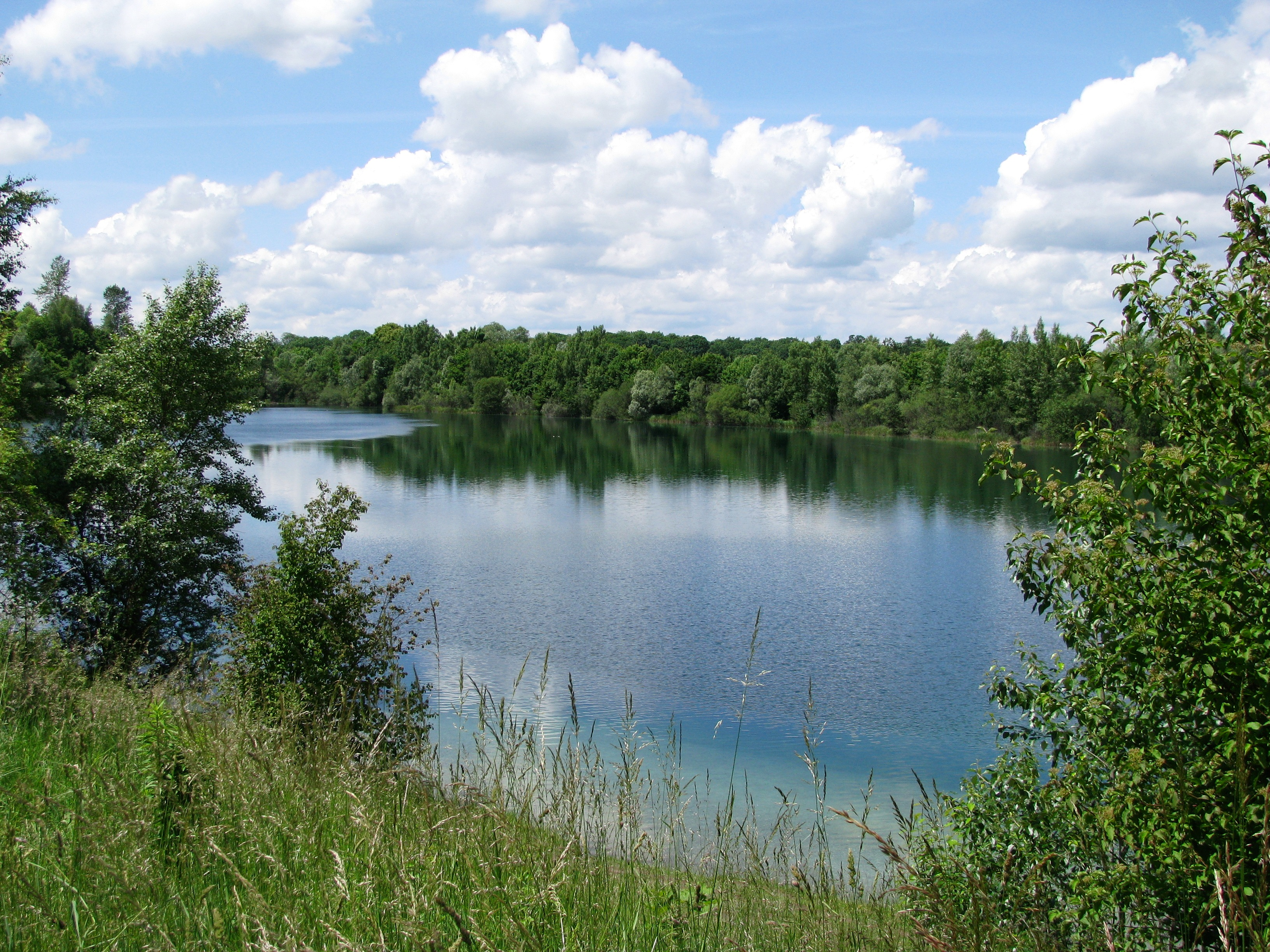
Landschaftssee

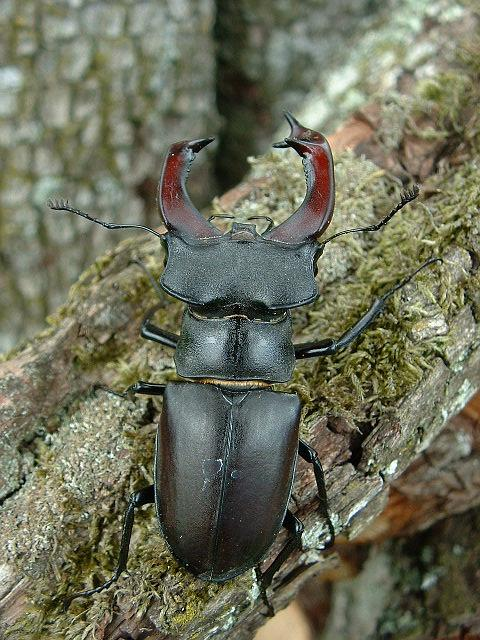
Hirschkäfer

## Ökosystem Allacher Forst
Der Allacher Forst ist mit über 1 km² Fläche ein Überrest des einstigen Lohwaldgürtels im Münchner Norden. Hier finden sich neben alten Linden und Eichen auch Bergahorn, Fichten, Bergulmen, Föhren und Eschen. Im Frühjahr blühen hier zahlreiche Blumenarten – darunter Lungenkraut, Schlüsselblumen oder Buschwindröschen. Darüber hinaus finden sich im Allacher Forst mehr als 300 unterschiedliche Pilzarten. In der Allacher Lohe ist einer der drei in Bayern verbliebenen Standorte des Holzapfels (Malus sylvestris).
Im ihm leben auch seltene, teils vom Aussterben bedrohte Käfernarten wie der Juchtenkäfer, der Hirschkäfer, der Stachelkäfer und der Längliche Fadensaftkäfer.
Am Südrand des Allacher Forst wurde 1991 der München Nord Rangierbahnhof errichtet – ein großer Verschiebe- und Containerbahnhof. Dies führte zu Kritik von Naturschützern. 174 Hektar Biotopfläche wurden vernichtet. Hier werden auf einem 5 km langen und 500 m breiten Areal mit 356 Weichen und über 120 km Gleisen jeden Tag bis zu 4000 Eisenbahnwagen abgefertigt.
Der Allacher Forst ist ein inzwischen so seltener Auwald, dass nach massiven Protesten aus der Bevölkerung und der Fachkreise die A99-Autobahnring München Nordwest im sogenannten „Tunnel Allach“ den Allacher Forst unterfährt.
In ihm liegt der Landschaftssee Allacher Lohe sowie ein Waldklassenzimmer.
Der Allacher Forst ist als Naturschutzgebiet (NSG-00573.01, WDPA ID: 318087) und der nordwestliche Teil auch als Landschaftsschutzgebiet (LSG-00120.06, WDPA ID: 395563) ausgewiesen.
Des Weiteren ist der Allacher Forst zusammen mit der sich südlich befindenden Angerlohe als Fauna-Flora-Habitat-Gebiet (FFH-Gebiet Nr. 7734-302) für den europäischen Biotopverbund an die Europäische Union gemeldet.
Der Allacher Forst ist Teil des Münchner Grüngürtels.